# Johan Brouwer
Johan Brouwer (ur. 31 maja 1878, zm. 1 lipca 1943) – holenderski historyk i pisarz.

## Życiorys
Specjalizował się w historii Hiszpanii w XVI wieku. Do jego najważniejszych prac należały książki: Hiszpańskie aspekty i perspektywy (Spaansche aspecten en perspectieven, 1939), biografia Joanny Szalonej (Johanna de Waanzinnige, 1940) i Montigny (1941), również biografia.
Pod pseudonimem wydał dwie powieści: Skarby Mediny-Sidonii (De schatten van Medina-Sidonia, 1939) i Dzisiaj nie ma przyjęć (Vandaag geen spreekuur, 1942).
W czasie II wojny światowej brał udział w holenderskim ruchu oporu przeciwko III Rzeszy okupującej Holandię. Zginął rozstrzelany za uczestnictwo w ataku na Urząd Stanu Cywilnego (27 marca 1943) w Amsterdamie.

## Przekłady na język polski
- 1991: Joanna Szalona, seria Biografie Sławnych Ludzi[3]

## Galeria

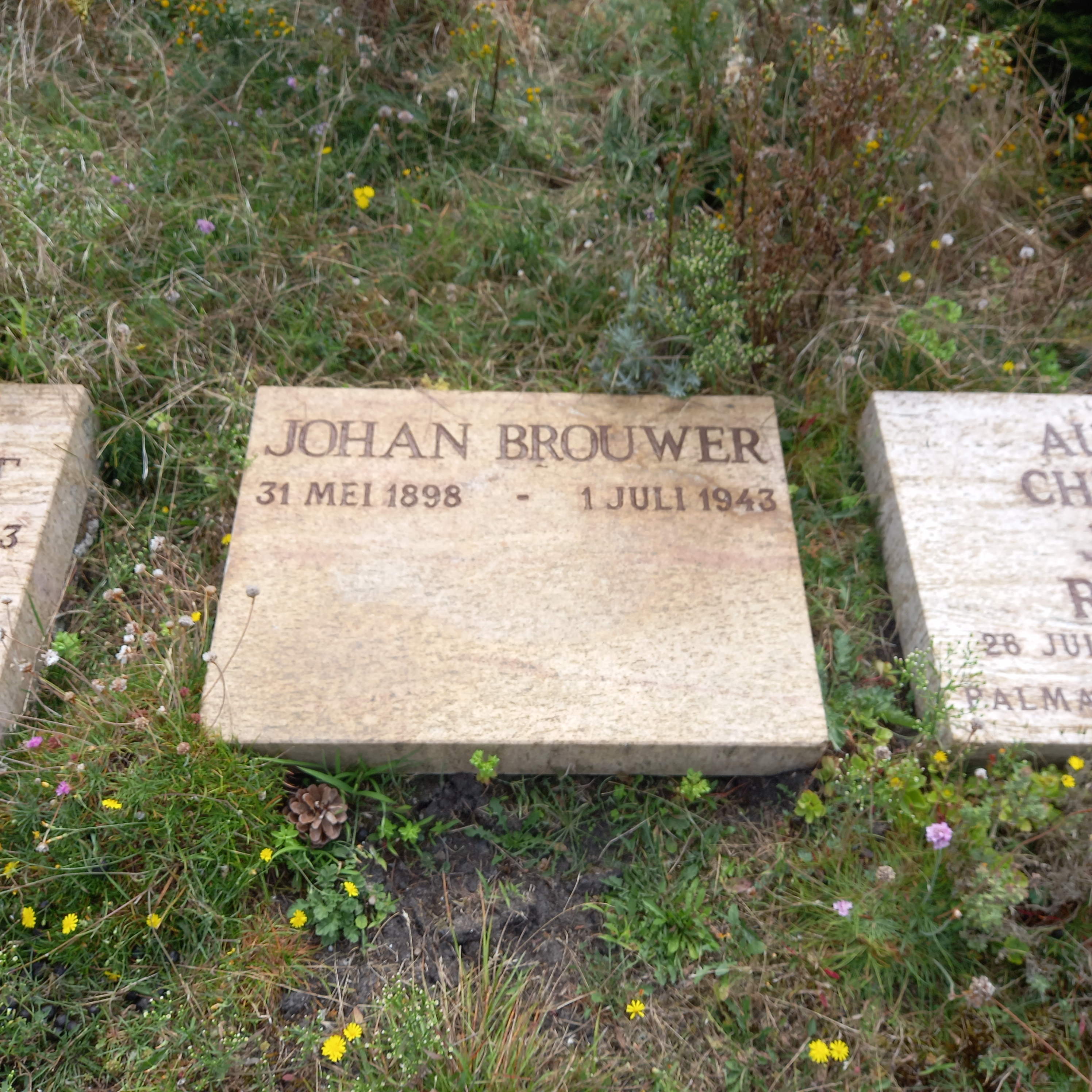
Grób Johana Brouwera na cmentarzu Eerebegraafplaats Bloemendaal(inne języki) w Bloemendaal
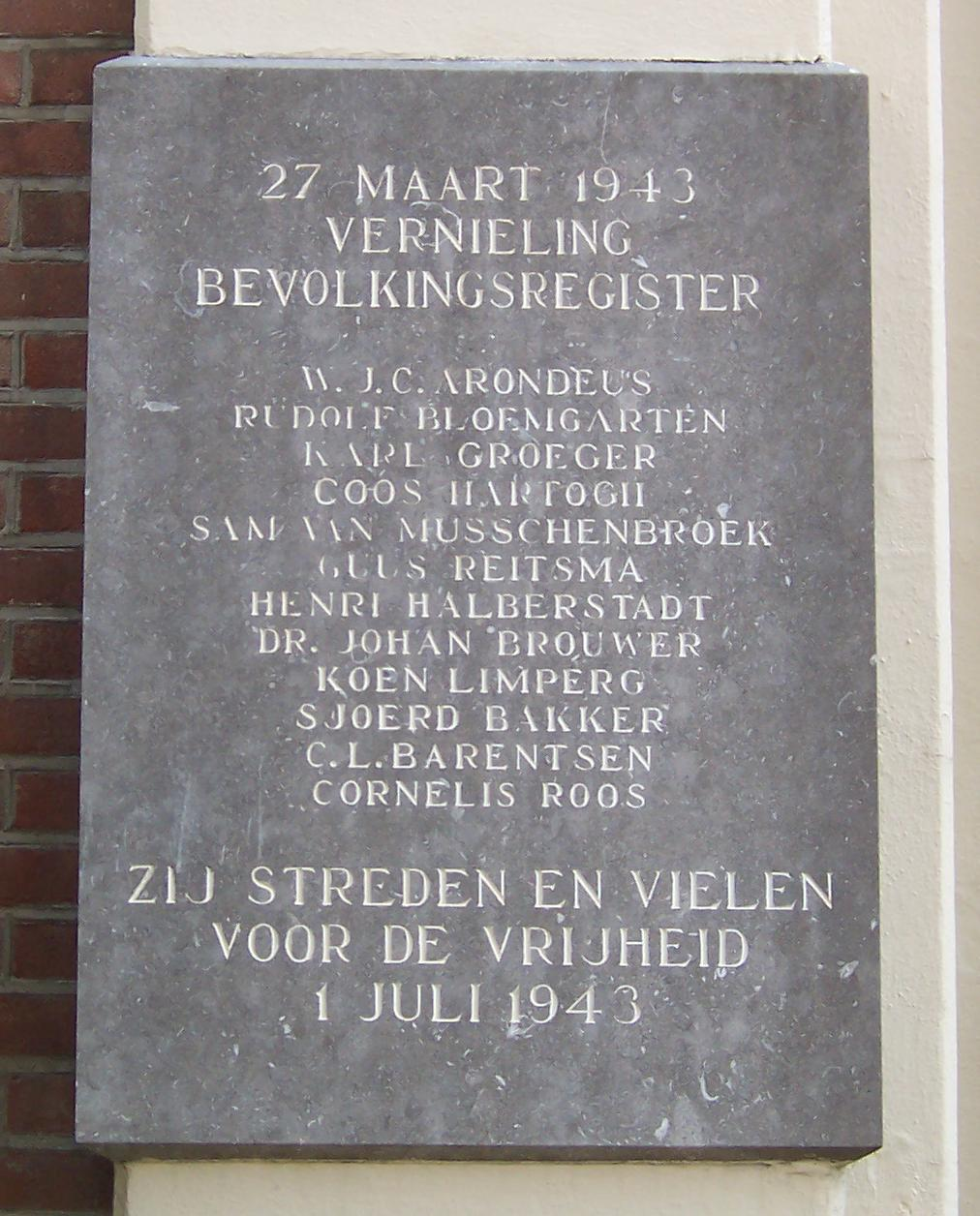
Tablica upamiętniająca uczestników (w tym Johana Brouwera) ataku na Urząd Stanu Cywilnego(inne języki) (27 marca 1943) w Amsterdamie